# Chiesa di San Pietro martire (Lugano)
La chiesa parrocchiale di San Pietro da Verona è un edificio religioso che si trova a Certara, frazione di Lugano, in Canton Ticino.

## Storia
La costruzione risale alla seconda metà del XVI secolo. Nel XVII secolo venne rimaneggiata in stile barocco.

## Descrizione
La chiesa si presenta con una pianta ad unica navata coperta con volta a botte, affiancata da due cappelle laterali e conclusa con un coro.